# Observatoire Pico dos Dias
L'observatoire de Pico dos Dias (Observatório do Pico dos Dias, OPD, en portugais) est un observatoire astronomique géré par le Laboratório Nacional de Astrofísica (pt) (LNA) du Brésil. Il est situé à environ 37 km de la ville d'Itajubá, dans l'état de Minas Gerais.

## Télescopes
- Le premier télescope Cassegrain de 1,6 m de diamètre est construit par Perkin-Elmer et est opérationnel en 1981[1].
- Un second télescope de Cassegrain de 0,6 m de diamètre, acheté dans les années 1960 et construit par Zeiss Jena, est installé en 1983[1].
- Un deuxième télescope de 0,6 m de diamètre, de type Ritchey-Chrétien et construit par Boller & Chivens, est installé en 1992. Il est utilisé par le LNA ainsi que l'Université de São Paulo[1].